# Valentina Golubenko
Valentina Golubenko (en ruso: Валентина Голубенко) (Volgogrado, 29 de julio de 1990) es una gran maestra de ajedrez de origen ruso que juega para Estonia y Croacia y ostenta el título de Gran Maestra Femenina (WGM) de la FIDE. Fue campeona del mundo en la categoría de chicas menores de 18 años en 2008. Golubenko es la primera y única campeona del mundo de ajedrez juvenil de Estonia hasta la fecha. Aunque pasó sus primeros años de vida jugando en Estonia, se trasladó a Croacia al no estar cualificada para representar a Estonia debido a su ciudadanía rusa.

## Vida personal
Valentina Golubenko nació en Volgogrado (Rusia) en el seno de una familia de ajedrecistas. Su padre, Valery Golubenko, es matemático y ajedrecista, campeón de Estonia de ajedrez rápido de 1993 a 1995 y triple vencedor en el tablero uno del Campeonato de Estonia por equipos. La madre de Valentina, Anastasia Golubenko, era una entrenadora de ajedrez cualificada con muchos años de experiencia y llegó a la final del campeonato femenino de Moscú en 1986.
Su madre murió a los 46 años.

## Carrera en Estonia
Valentina fue entrenada por sus padres y ganó varios títulos juveniles. Ganó el campeonato de Estonia en diferentes categorías de edad: tres veces para niñas menores de 10 años (1998-2000), una para niños menores de 10 años (1999), cinco para niñas menores de 12 años (1998-2002), cuatro para niñas menores de 14 años (2001-2004), dos para niñas menores de 16 años (2003-2004) y una para niñas menores de 18 años (2004). También fue campeona de Estonia de ajedrez rápido en seis ocasiones (para chicas sub-18 en 2001-2005 y para sub-18 en 2007) y campeona por equipos junior para chicos (2003) y para chicas (2003 y 2004). En seis de esos torneos obtuvo una puntuación del 100% al ganar todas las partidas. En noviembre de 2007 recibió el título de Gran Maestra Femenina en Antalya, gracias a sus resultados en el Torneo WGM de la Flor Mediterránea en Rijeka 2006 y en el Campeonato de Europa Femenino 2007 en Dresde, convirtiéndose en la primera estonia residente en recibirlo.
A pesar de haber vivido toda su vida en Estonia, Golubenko y sus padres decidieron tener la ciudadanía rusa, por lo que desde 2003 no se le ha permitido representar a Estonia en los campeonatos internacionales de ajedrez, ya que, según el artículo 8 de la Ley del Deporte de Estonia, sólo los ciudadanos de Estonia y los menores de 18 años que residan en Estonia y no tengan la ciudadanía de ningún otro país pueden (como individuos o miembros de un equipo) representar a Estonia en campeonatos internacionales, como campeonatos mundiales y europeos y Juegos Olímpicos.
La familia de Golubenko afirma que la decisión de la Federación contradice las Reglas Generales de la FIDE para la participación en eventos de la FIDE. El gran maestro estonio Jaan Ehlvest está de acuerdo con esta opinión. Aun así, la Federación Estonia de Ajedrez no ha permitido a Golubenko jugar bajo bandera estonia a pesar de las cartas abiertas a la FIDE escritas por los padres de Golubenko, debido al requisito de ciudadanía establecido en la Ley del Deporte. Como solución, la Federación Estonia de Ajedrez propuso a Golubenko que solicitara la ciudadanía estonia; esta propuesta fue rechazada por la familia de Golubenko.

## Carrera en Croacia

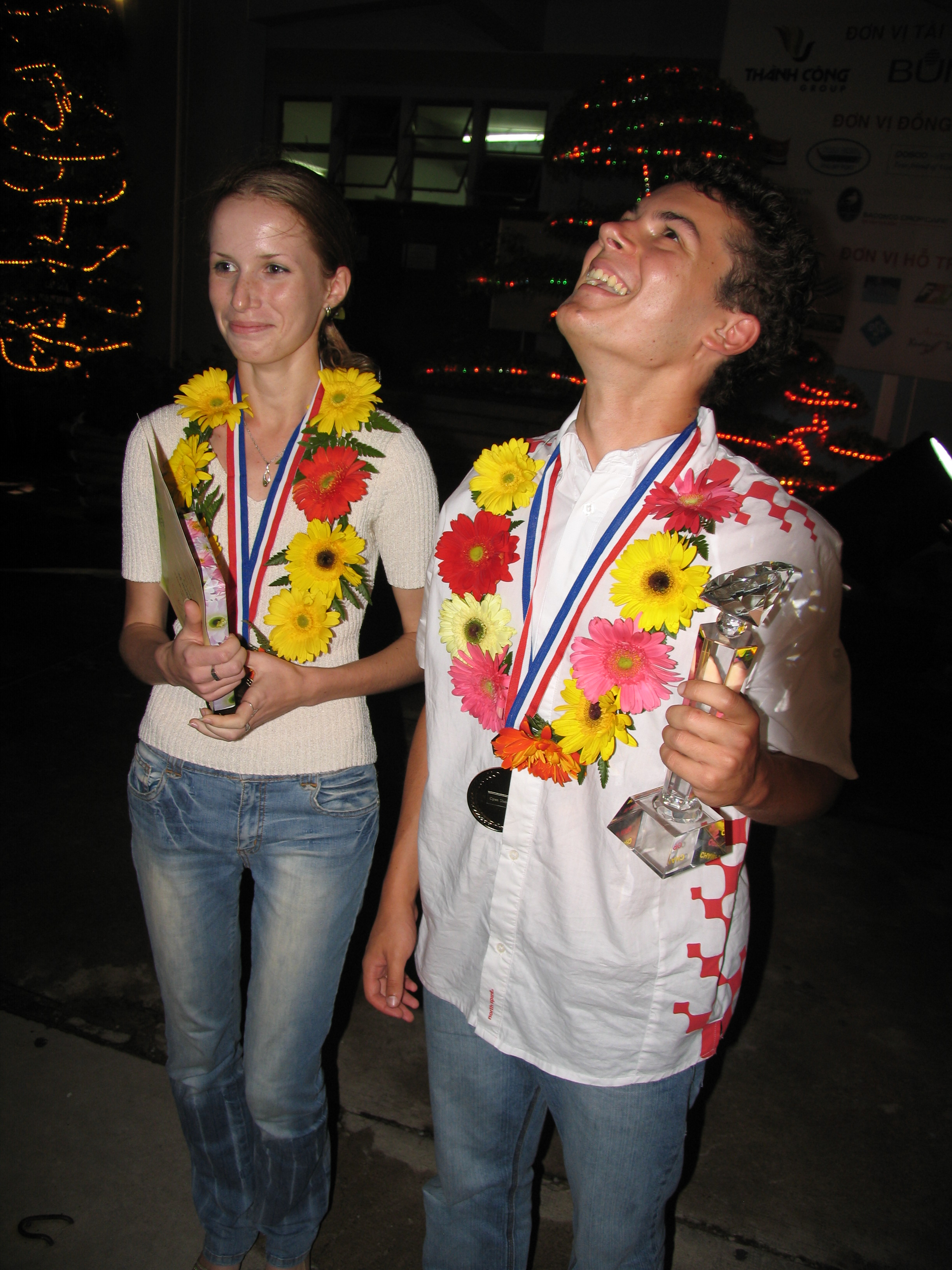
Croacia copó el pleno en el Campeonato Sub-18 de 2008, con Golubenko e Ivan Šarić, ganadores femenina y masculino, respectivamente.

A Golubenko le ofrecieron la afiliación al club de ajedrez "Draga" de Rijeka (Croacia), junto con la ciudadanía croata. Como a Golubenko se le denegó jugar con Estonia y su fuerza no era suficiente para Rusia, decidió jugar bajo la bandera de Croacia, lo que fue permitido por la FIDE. Su nuevo club organizó entrenamientos con Ognjen Cvitan para ella y Lara Stock.
Participó en el Campeonato Mundial Femenino de Ajedrez de 2008, donde perdió contra Viktorija Čmilytė, de Lituania, en la primera ronda. En octubre de 2008, Valentina Golubenko ganó la medalla de oro en el Campeonato Mundial Juvenil de Ajedrez en la categoría de chicas menores de 18 años al obtener 9 puntos de 11, un punto más que la subcampeona. En 2014, ganó el campeonato femenino de Croacia.
Ha jugado con Croacia en cinco Olimpiadas femeninas de ajedrez entre 2008 y 2016. También jugó para Croacia en tres Campeonatos Europeos de Ajedrez por Equipos entre 2007 y 2011.
Golubenko dejó de jugar en torno a 2017, tras el Campeonato de Europa por Equipos de Creta, lo que provocó que no fuera convocada para la selección nacional en 2018 y que estallara una polémica por esa decisión. Se creía que había abandonado Croacia en 2018. Sí apareció en la selección nacional en 2019.